# Metateze enynů
Metateze enynů jsou organické reakce alkynů s alkeny katalyzované karbenem kovu, jejímiž produkty jsou deriváty buta-1,3-dienu; jedná se o druh metateze alkenů.
Obecný průběh je znázorněn na tomto obrázku:
Pokud reakce probíhá vnitromolekulárně (uvnitř molekuly enynu), dochází k tvorbě kruhu a jedná se o uzavírací metatezi enynu:
Y je kyslík nebo dusík a n je celé číslo.
Tato reakce byla v roce 1985 použita k přeměně bifenylu 1 na fenantren:
Použitým katalyzátorem je karbonyl wolframu; ve stechiometrickém množství (1 ekvivalent) dává 41% výtěžek fenantrenu 2 a při katalytickém množství vzniká fenantren 3. Stereoselektivita reakce je vysoká, atom kovu se váže pouze na jeden z alkynových uhlíků.

## Mechanismus
Na následujícím obrázku je znázorněn mechanismus metateze enynu:
Na začátku vytvoří alkynová skupina enynu 1 metalocyklobutenový meziprodukt 3 reakcí s karbenem 2 (R' a R'' mohou být libovolné stabilizující organické skupiny). V následujícím kroku se vytvoří nová dvojná vazba a karbenové centrum (4). Následuje uzavření kruhu reakcí tohoto centra s alkenovou skupinou, kterým se vytváří metalocyklobutan 5, stejně jako v běžné metatezi alkenu. V posledním kroku vznikne butadienová skupina odštěpením methylenového karbenu, což spouští další cyklus, tentokrát s R' = H a R'' = H.
Tento navržený mechanismus se označuje jako „yn-enový“. Obzvláště u katalyzátorů založených na rutheniu se ale začínají objevovat důkazy o průběhu reakce „en-ynovým“ mechanismem.
Řídicí silou je zde tvorba termodynamicky stabilního konjugovaného butadienu.

## Úpravy
Metateze enynů lze urychlit přidáním ethenu:
Při této reakci s využitím Hoveydových–Grubbsových katalyzátorů ethen přeměňuje alkynovou skupinu na odpovídající dien a poté proběhne reakce s alkenovou skupinou.